# قائمة حملات المقاطعة
قائمة حملات المقاطعة هي لائحة تضم مجمل حملات المقاطعة التي وقعت أو لازالت تحدث حول العالم.

## حملات مقاطعة سابقة
| التاريخ    | المشاركون                                        | المستهدف                                          | الأسباب                                                                                            | مقالات حول الموضوع                                                      | مراجع         |
| ---------- | ------------------------------------------------ | ------------------------------------------------- | -------------------------------------------------------------------------------------------------- | ----------------------------------------------------------------------- | ------------- |
| مارس 1769  | تجار فيلادلفيا الكونغرس القاري الأول             | مملكة بريطانيا العظمى                             | معارضة الاستعمار لا ضريبة بدون تمثيل                                                               | الرابطة القارية                                                         |               |
| 1848       | ميلانو                                           | الإمبراطورية النمساوية                            | احتكارات الدولة النمساوية                                                                          | خمسة أيام من ميلان                                                      |               |
| 1880       | الرابطة الوطنية الأيرلندية للأراضي               | مقاطعة تشارلز كننغهام                             | الإصلاح الزراعي المرغوب في أيرلندا                                                                 |                                                                         | [بحاجة لمصدر] |
| 1891       | شيعة إيران                                       | المملكة المتحدة لبريطانيا العظمى وأيرلندا         | منح الشاه ناصر الدين القاجاري احتكار التبغ لبريطانيا                                               | ثورة التنباك                                                            |               |
| 1904–1906  | سلالة تشينغ الحاكمة                              | الولايات المتحدة                                  | قانون استبعاد الصينيين لعام 1902، امتدادًا للقانون الأصلي لعام 1882 لقانون استبعاد الصينيين         |                                                                         | [ 1 ] [ 2 ]   |
| 1912       | تونس                                             | شركة ترام تونس، جميع الشركات الإيطالية في تونس    | حركة الشباب التونسي                                                                                | مقاطعة ترامواي تونس                                                     |               |
| 1919       | جمهورية الصين                                    | إمبراطورية اليابان                                | حركة الرابع من مايو                                                                                | مقاطعة المنتجات اليابانية                                               |               |
| مارس 1933  | المؤتمر الأمريكي اليهودي للنقد الدولي للنازية    | ألمانيا النازية                                   | معاداة السامية في ألمانيا النازية                                                                  | مقاطعة يهودية للسلع الألمانية                                           |               |
| أبريل 1933 | ألمانيا النازية                                  | تاريخ اليهود في ألمانيا                           | المقاطعات المناهضة للنازية                                                                         | مقاطعة النازية للأعمال اليهودية                                         |               |
| 1941–1951  | العراق                                           | تاريخ اليهود في العراق                            | الفرهود                                                                                            |                                                                         | [ 3 ]         |
|            | مهاتما غاندي حركة الاستقلال الهندية              | الراج البريطاني                                   | الاستقلال الاقتصادي المنشود للهند                                                                  | حركة سواديشي                                                            |               |
| 1955–1968  | أمريكيون أفارقة                                  | متنوع                                             | العزل العنصري في الولايات المتحدة                                                                  | حركة الحقوق المدنية مقاطعة حافلات مونتغومري                             |               |
| 1961–1983  | برلين الغربية                                    | برلين إس باهن                                     | عملية ألمانيا الشرقية أس-باهن                                                                      | برلين إس باهن # الحرب الباردة                                           |               |
|            | عمال المزارع المتحدون                            | العنب والخس في متاجر البيع بالتجزئة               | النزاعات العمالية                                                                                  | إضراب عنب ديلانو                                                        |               |
| 1960s–1990 | Various academics                                | جنوب أفريقيا universities                         | أبارتايد                                                                                           | Academic boycott of South Africa                                        |               |
|            | Various                                          | جنوب أفريقياn منتجات زراعية                       | أبارتايد                                                                                           |                                                                         | [بحاجة لمصدر] |
| 1973–1995  | مجتمع الميم groups                               | Coors Brewing Company                             | Anti-LGBT hiring practices                                                                         |                                                                         | [ 4 ]         |
| 1984–1993  | INFACT                                           | جنرال إلكتريك                                     | Production and promotion of سلاح نووي                                                              | Corporate Accountability International                                  |               |
| 1989–1998  | Rainforest Action Network                        | ميتسوبيشي                                         | غابة مطيرة through its forestry activities                                                         | Boycott Mitsubishi Campaign                                             | [ 5 ]         |
| 1991–1998  | Friends of the Lubicon                           | Daishowa                                          | Proposed logging of Lubicon Cree territory                                                         |                                                                         | [ 6 ]         |
| 1990s–2000 | Andrew Vachss                                    | تايلاند                                           | دعارة الأطفال in Thailand                                                                          | Don't! Buy! Thai!                                                       |               |
| 1998–2003  | الولايات المتحدة gun owners                      | Colt سميث آند ويسون                               | Colt and Smith & Wesson's cooperation with بيل كلينتون's الرقابة على الأسلحة النارية efforts       |                                                                         | [ 7 ]         |
| 2001–2002  | منظمة السلام الأخضر أصدقاء الأرض People & Planet | Esso/إكسون موبيل                                  | Esso's نكران التغير المناخي and lack of investment in طاقة متجددة                                  | Stop Esso campaign                                                      |               |
| 2003       | السياسة المحافظة في الولايات المتحدة             | Various celebrities                               | Celebrity opposition to the غزو العراق                                                             | FireHollywood                                                           |               |
| 2005       | Association of University Teachers               | جامعة بار إيلان جامعة حيفا                        | Bar-Ilan's operations in the الضفة الغربية Haifa's discipline of a lecturer                        | Association of University Teachers#Boycott of Israeli universities 2005 |               |
| 2005–2013  | International Labor Rights Fund and others       | شركة فايرستون للإطارات والمطاط                    | عمل قسري and عمالة الأطفال on rubber plantations in Liberia                                        | Firestone Natural Rubber Company                                        | [ 8 ] [ 9 ]   |
| 1 May 2006 | الهجرة غير الشرعية إلى الولايات المتحدة          | US businesses and schools                         | هجرة إلى الولايات المتحدة                                                                          | Great American Boycott                                                  |               |
| 2008       | ألمانيا اتحاد نقابة عمال                         | نوكيا                                             | Nokia's closing of a German plant                                                                  |                                                                         | [ 10 ]        |
| 2008       | Stonewall                                        | هاينز                                             | Heinz's pulling of a commercial featuring two men kissing                                          |                                                                         | [ 11 ]        |
| 2009       | Various countries                                | مؤتمر ديربان الاستعراضي                           | Scope of the conference                                                                            | مؤتمر ديربان الاستعراضي                                                 |               |
| 2010       | Various                                          | بي بي                                             | التسرب النفطي في خليج المكسيك 2010                                                                 | Reactions to the Deepwater Horizon oil spill#Public reaction            |               |
| 2010       | Various                                          | أريزونا                                           | Racial profiling law ‏                                                                              |                                                                         | [ 12 ]        |
| 2019       | Residents of لويزيانا                            | الدوري الوطني لكرة القدم الأمريكية أس بي سي سبورت | Negligence in rules enforcement that kept the نيو أورليانز سينتس out of سوبر بول LIII [الإنجليزية] | 2018–19 NFL playoffs#Conference championships                           | [ 13 ]        |

## مقاطعة أحداث رياضية
رفضت دول معينة المشاركة في الأحداث الرياضية الدولية احتجاجًا على سياسات أو إجراءات انتهجتها الدولة المضيفة.
| الحدث                                                                                                   | المشاركون                                                   | الدولة المضيفة   | الأسباب | مقالات حول الموضوع                                                   | المراجع       |
| --- | ----------------------------------------------------------- | ---------------- | --- | -------------------------------------------------------------------- | ------------- |
| الألعاب الأولمبية الصيفية 1936                                                                          | رياضيون من 22 دولة                                          | ألمانيا النازية  | ألمانيا الفاشية والنازية | أولمبياد الشعب [الإنجليزية]                                          |               |
| كأس العالم 1938                                                                                         | دول أمريكا الجنوبية المختلفة                                | فرنسا            | اختيار كأس العالم للمرة الثانية على التوالي في أوروبا |                                                                      | [بحاجة لمصدر] |
| الألعاب الجامعية الدولية 1939 (فيينا) [الإنجليزية]                                                      | الاتحاد الدولي للطلاب                                       | ألمانيا النازية  | ضم ألمانيا للنمسا |                                                                      |               |
| الألعاب الأولمبية الصيفية 1956                                                                          | مصر، العراق، لبنان، هولندا، إسبانيا، سويسرا، كمبوديا، الصين | أستراليا         | - العدوان الثلاثي على مصر بسبب تأميم جمال عبد الناصر لقناة السويس؛ - مشاركة الاتحاد السوفيتي بعد الثورة المجرية 1956؛ - مشاركة تايوان في الألعاب الأولمبية الصيفية 1956 [الإنجليزية] |                                                                      | [بحاجة لمصدر] |
| الألعاب الأولمبية الصيفية 1964                                                                          | الصين، كوريا الشمالية، إندونيسيا                            | اليابان          | انسحب بسبب دعم ألعاب القوى الناشئة الجديدة [الإنجليزية] |                                                                      |               |
| كأس العالم 1966                                                                                         | 31 إتحادا إفريقيا لكرة القدم                                | المملكة المتحدة  | - تصفيات المباراة الفاصلة - إعادة قبول نظام الفصل العنصري في جنوب إفريقيا |                                                                      |               |
| تصفيات كأس العالم لكرة القدم 1974 (مباراة فاصلة بين الاتحاد الأوروبي لكرة القدم وكونميبول) [الإنجليزية] | الاتحاد السوفيتي                                            | تشيلي            | انقلاب 1973 في تشيلي |                                                                      |               |
| الألعاب الأولمبية الصيفية 1976                                                                          | مختلف الدول الأفريقية                                       | كندا             | مشاركة نيوزيلندا في الألعاب الأولمبية الصيفية 1976 [الإنجليزية] وهي على اتصال رياضي مع نظام الفصل العنصري في جنوب أفريقيا                                                            | المقاطعة الرياضية لجنوب أفريقيا خلال حقبة الفصل العنصري [الإنجليزية] |               |
| الألعاب الأولمبية الصيفية 1980                                                                          | الولايات المتحدة بعض الدول الداعمة لها                      | الاتحاد السوفيتي | الحرب السوفيتية في أفغانستان | مقاطعة أولمبياد صيف عام 1980                                         |               |
| الألعاب الأولمبية الصيفية 1984                                                                          | حلف وارسو (باستثناء جمهورية رومانيا الاشتراكية) كوبا        | الولايات المتحدة | مقاطعة الألعاب الأولمبية الصيفية 1980 | - مقاطعة أولمبياد صيف عام 1984 - ألعاب الصداقة                       |               |
| دورة ألعاب الكومنولث 1986                                                                               | 32 دولة أفريقية وآسيوية و10 دول كاريبية                     | المملكة المتحدة  | موقف حكومة مارغريت ثاتشر تجاه الروابط الرياضية مع جنوب إفريقيا | المقاطعة الرياضية لجنوب أفريقيا خلال حقبة الفصل العنصري [الإنجليزية] |               |
| الألعاب الأولمبية الصيفية 1988                                                                          | كوريا الشمالية ألبانيا، كوبا، مدغشقر، سيشل                  | كوريا الجنوبية   | - العلاقات الكورية الجنوبية - الشمالية - النزاع الكوري |                                                                      | [بحاجة لمصدر] |
| ألعاب جنوب المحيط الهادئ 1995                                                                           | شاموا الغربية، ساموا الأمريكية، ناورو، نييوي                | تاهيتي           | فرنسا وأسلحة الدمار الشامل في جزيرة موروروا |                                                                      |               |
| كأس العالم للبياثلون 2017–18 – المرحلة التاسعة [الإنجليزية]                                             | الولايات المتحدة، كندا، جمهورية التشيك، أوكرانيا            | روسيا            | فضيحة تعاطي المنشطات في روسيا [الإنجليزية] | الحرب الروسية الأوكرانية                                             |               |

## حملات مقاطعة مستمرة
| التاريخ | المشاركون                                                                                   | المستهدف                                                                             | الأسباب | مقالات حول الموضوع                                             | المراجع                                                                      |
| ------- | ------------------------------------------------------------------------------------------- | ------------------------------------------------------------------------------------ | --- | -------------------------------------------------------------- | ---------------------------------------------------------------------------- |
| 1949    | جامعة الدول العربية                                                                         | إسرائيل                                                                              | قرار تقسيم فلسطين | مقاطعة جامعة الدول العربية لإسرائيل                            |                                                                              |
| 1977    | الولايات المتحدة، أوروبا، إفريقيا                                                           | نستله                                                                                | ترويج نستله لحليب الأطفال بدلاً من حليب الثدي في البلدان النامية | مقاطعة نستله 1977 [الإنجليزية]                                 |                                                                              |
| 1989    | ليفربول                                                                                     | ذا صن                                                                                | تغطية صحيفة ذا صن لكارثة هيلزبرة |                                                                | [إخفاق التحقق][إخفاق التحقق]                                                 |
| 2003    | العديد من المنظمات النقابية بما في ذلك النقابة الوطنية لعمال الصناعات الغذائية [الإنجليزية] | كوكا كولا                                                                            | العنف ضد النقابات [الإنجليزية] في كولومبيا والتدهور البيئي في الهند | انتقادات لشركة كوكا كولا [الإنجليزية]                          | [ 19 ] [ 20 ]                                                                |
| 2005    | ناشطون حول العالم                                                                           | إسرائيل                                                                              | القضية الفلسطينية | حركة المقاطعة وسحب الاستثمارات وفرض العقوبات                   |                                                                              |
| 2005    | العالم الإسلامي                                                                             | الدنمارك                                                                             | الرسوم الكاريكاتورية المسيئة للنبي محمد في صحيفة يولاندس بوستن | الرسوم الكاريكاتورية المسيئة للنبي محمد في صحيفة يولاندس بوستن | [ 21 ]                                                                       |
| 2008    | معارضو اقتراح كاليفورنيا 8 [الإنجليزية]                                                     | مؤيدو اقتراح كاليفورنيا 8 ويوتا                                                      | دعم الكنيسة لإقتراح كاليفورنيا 8 | احتجاجات ضد مؤيدي اقتراح كاليفورنيا 8 [الإنجليزية]             | [ 22 ]                                                                       |
| 2008    | مركز التنوع البيولوجي [الإنجليزية]                                                          | صيد أسماك التونة ذات الزعانف الزرقاء [الإنجليزية]                                    | الصيد الجائر لأسماك التونة ذات الزعانف الزرقاء، مما أدى إلى وضعها كأنواع مهددة بالانقراض. |                                                                | [ 23 ]                                                                       |
| 2009    | مجتمع الميم                                                                                 | جيش الخلاص                                                                           | معارضة جيش الخلاص للمثلية الجنسية |                                                                | [ 24 ]                                                                       |
| 2010    | مجتمع الميم                                                                                 | شركة تارجت                                                                           | تبرعت شركة تارغت بمبلغ 150 ألف دولار إلى إلى مينيسوتا فوروارد [الإنجليزية]، وهي لجنة عمل سياسية دفعت تكاليف الإعلانات التي دعمت انتخاب توم إمير [الإنجليزية] ليصبح حاكم ولاية مينيسوتا                                                             |                                                                | [ 25 ] [ 26 ] [ 27 ] [ 28 ]                                                  |
| 2010    | مجتمع الميم                                                                                 | بست باي                                                                              | تبرع شركة بست باي أيضا بمبلغ 100.000 دولار أمريكي لشركة مينيسوتا فوروارد [الإنجليزية] لصالح إيمر المعارض لمجتمع الميم |                                                                | [ 28 ]                                                                       |
| 2010    | مقاطعة بي بي                                                                                | بي بي                                                                                | التسرب النفطي في خليج المكسيك 2010 | ردود الفعل على التسرب النفطي في خليج المكسيك [الإنجليزية]      | [ 29 ]                                                                       |
| 2011    | مجتمع الميم                                                                                 | تشيك فيل أي                                                                          | دعم الرئيس التنفيذي لشركة تشيك فيل أي للسياسيين الذين يعارضون زواج الأشخاص من نفس الجنس | تشيك فيل أي ومجتمع الميم [الإنجليزية]                          | [ 30 ]                                                                       |
| 2012    | منظمة بيتا                                                                                  | الخطوط الجوية الفرنسية                                                               | الخطوط الجوية الفرنسية هي شركة الطيران الكبرى الوحيدة التي تواصل إرسال القرود إلى المختبرات لإجراء التجارب عليها. |                                                                | [ 31 ]                                                                       |
| 2013    | الرئيس الإكوادوري رفاييل كوريا ومختلف الآخرين                                               | شركة شيفرون                                                                          | الفشل في تنظيف التلوث النفطي المنتشر على نطاق واسع في غابة الأمازون الإكوادورية بسبب العمليات السابقة لشركة تكساكو | حقل لاغو أغريو للنفط [الإنجليزية]                              | [ 32 ] [ 33 ]                                                                |
| 2013    | سرفايفل انترنشونال                                                                          | بوتسوانا                                                                             | إخلاء شعب بوشمن السكان الأصليين من محمية ألعاب كالاهاري المركزية | الصراع على أراضي الأجداد في بوتسوانا [الإنجليزية]              | [ 34 ]                                                                       |
| 2013    | المنتدى الدولي لحقوق العمل                                                                  | ثيو شوكولا [الإنجليزية]                                                              | عدم الارتقاء إلى مستوى علامة "التجارة العادلة" بسبب وجود القمع النقابي [الإنجليزية] |                                                                | [ 35 ] [ 36 ]                                                                |
| 2013    | فلسطينيو الولايات المتحدة                                                                   | سوريا، إيران                                                                         | معاملة سوريا وإيران غير اللائقة للفلسطينيين |                                                                | [ 37 ]                                                                       |
| 2014    | مجتمع الميم                                                                                 | روسيا، ستاليشنيافودكا، الألعاب الأولمبية الشتوية 2014                                | حقوق المثليين في روسيا |                                                                | [ 38 ]                                                                       |
| 2014    | سكان واشنطن العاصمة                                                                         | منطقة الكونجرس الأولى في ماريلاند [الإنجليزية]، الساحل الشرقي لماريلاند [الإنجليزية] | التدخل غي الحكم الذاتي لمقاطعة كولومبيا [الإنجليزية] | مقاطعة منطقة الكونجرس الأولى في ولاية ماريلاند [الإنجليزية]    |                                                                              |
| 2015    | المستهلك الأخلاقي [الإنجليزية]                                                              | أمازون                                                                               | التهرب الضريبي، سوء معاملة العمال، الممارسات المقيدة للمنافسة [الإنجليزية] | انتقادات أمازون [الإنجليزية]                                   | [ 39 ]                                                                       |
| 2016    | جمعية الأسرة الأمريكية                                                                      | شركة تارغت                                                                           | حمامات مختلطة بين الجنسين ومناطق لتغيير الملابس |                                                                | [ 40 ]                                                                       |
| 2016    | غراب يور واليت [الإنجليزية]                                                                 | الشركات الداعمة لدونالد ترامب                                                        | انتخابات حرة ونزيهة؛ سياسات وخطابات دونالد ترامب | غراب يور واليت [الإنجليزية]                                    | [ 41 ] [ 42 ]                                                                |
| 2018    | شركات مختلفة لها علاقات مع الاتحاد القومي للأسلحة                                           | الاتحاد القومي للأسلحة                                                               | حادثة إطلاق النار في باركلاند 2018 | مقاطعة الاتحاد القومي للأسلحة 2018 [الإنجليزية]                | [ 43 ] [ 44 ] [ 45 ]                                                         |
| 2018    | إنغراهام أنغل والشركات التي لها علاقات بها.                                                 | إنغراهام أنغل [الإنجليزية]                                                           | قامت لورا إنغراهام بمهاجمة الناجي من حادثة إطلاق النار في باركلاند 2018 ديفيد هوغ مما تسبب في حملة مقاطعة لشركة وكل من له علاقة بها. | حملة مقاطعة إنغراهام أنغل [الإنجليزية]                         |                                                                              |
| 2018    | مجموعة سينكلير الإذاعيةوالشركات التي لها علاقات بها.                                        | مجموعة سينكلير برودكاست [الإنجليزية]                                                 | - التحيز الإعلامي المحافظ لمجموعة سينكلير برودكاست - فرضها على الأخبار المحلية مهاجمة بعض المؤسسات الإخبارية | مقاطعة مجموعة سينكلير برودكاست [الإنجليزية]                    |                                                                              |
| 2018    | الجناح اليميني الأمريكي                                                                     | نايكي                                                                                | قامت شركة نايكي بعرض كولين كايبرنيك في حملتها الإعلانية. إنه لاعب الوسط في الدوري الوطني لكرة القدم الأمريكية الذي أثار الجدل بالركوع احتجاجًا على معاملة الشرطة العنصرية للسود الأمريكيين أثناء النشيد الوطني الأمريكي ما أثار غضب الجناح اليميني. |                                                                | [ 46 ]                                                                       |
| 2019    | وسائل الإعلام اليمينية البديلة [الإنجليزية] ومعجبوا فيك مينيانا                             | كرانشي رول ورووستر تيث                                                               | قطعت كرانشي رول ورووستر تيث علاقاتهما مع فيك مينيانا بعد مزاعم بالتحرش الجنسي ضده. |                                                                | [ 47 ]                                                                       |
| 2019    | مجموعة روار                                                                                 | تركيا                                                                                | الغزو التركي لشمال وشرق سوريا في 9 أكتوبر 2019. تعتبر بعض المجموعات تركيا دولة استبدادية. | عملية نبع السلام                                               | [ 48 ]                                                                       |
| 2019    | كوريا الجنوبية                                                                              | اليابان                                                                              | الصراع التجاري بين اليابان وكوريا الجنوبية | مقاطعة المنتجات اليابانية في كوريا الجنوبية 2019               | [ 49 ] [ 50 ]                                                                |
| 2020    | العالم الإسلامي                                                                             | فرنسا                                                                                | إعادة نشر رسوم صحيفة شارلي إبدو الكاريكاتوري المسيئة للنبي محمد (ص) | - مقتل صامويل باتي - مقاطعة المنتجات الفرنسية                  | [ 51 ] [ 52 ]                                                                |
| 2021    | الجمهوريون والمحافظون ووسائل الإعلام اليمينية البديلة [الإنجليزية]                          | شركة والت ديزني                                                                      | طرد ديزني لجينا كارانو من ديزني+ سلسلة الماندلوري |                                                                | [ 53 ] [ 54 ]                                                                |
| 2022    | مختلف الشركات المتعددة الجنسيات                                                             | روسيا و بيلاروس                                                                      | ردا على الغزو الروسي لأوكرانيا 2022 | مقاطعة روسيا وبيلاروس 2022                                     |                                                                              |
| 2022    | رومانيون                                                                                    | النمسا                                                                               | النمسا تستخدم حق النقض ضد طلب رومانيا الانضمام إلى منطقة شنغن. |                                                                | [ 55 ]                                                                       |
| 2023    | الجمهوريون والمحافظون ووسائل الإعلام اليمينية البديلة [الإنجليزية]                          | مشروع فيريتاس                                                                        | إزالة مشروع فيريتاس لجيمس أوكيف [الإنجليزية]. |                                                                | [ 56 ]                                                                       |
| 2023    | الجمهوريون والمحافظون ووسائل الإعلام اليمينية البديلة [الإنجليزية]                          | أنهايزر بوش                                                                          | اختيار الشركة للمتحول الجنسي ديلان مولفاني في الدعاية التجارية لمشروب البيرة الأمريكية (بودلايت). | مقاطعة أنهايزر بوش 2023 [الإنجليزية]                           | [ 57 ]                                                                       |
| 2023    | الجمهوريون والمحافظون ووسائل الإعلام اليمينية البديلة [الإنجليزية]                          | أكتيفجن (كول أوف ديوتي)                                                              | "كول أوف ديوتي" تدعم شهر الفخر بعد إزالة حزمة مخصصة لستريمر Nickmercs [الإنجليزية]. |                                                                | [ 58 ]                                                                       |
| 2023    | نشطاء وشعوب العالم الإسلامي والغربي                                                         | مقاطعة إسرائيل والدول الداعمة لها                                                    | الحرب على غزة 2023 | مقاطعة منتجات إسرائيل والدول الداعمة لها 2023                  | [ 59 ] [ 60 ] [ 61 ] [ 62 ] [ 63 ] [ 64 ] [ 65 ] [ 66 ] [ 67 ] [ 68 ] [ 69 ] |

## روابط خارجية
- قائمة حملات المقاطعة الحالية على EthicalConsumer.org